# Jan Długosz
Jan Długosz (1415 Brzeźnica u Radomska – 18. května 1480 Krakov), také známý jako Joannes, Ioannes nebo Johannes Longinus či Dlugossius byl polský letopisec, diplomat, voják a tajemník biskupa Zbygniewa Cardinala Oleśnického z Krakova. Nejvíce se proslavil svým dílem Annales seu cronici incliti regni Poloniae zahrnujícím události v jihovýchodní, ale také v západní Evropě, od roku 965 do roku 1480, roku jeho skonu. Jeho práce vyšla tiskem poprvé v rozmezí let 1701–1703. Pokaždé, když se v ní zmiňuje o sobě, popisuje sám sebe ve třetí osobě. Používal Wienawský erb. Jeho otcem byl Jan Długosz z Niedzielska, který se vyznamenal v bitvě u Grunwaldu.

## Biografie
Zpočátku se od roku 1421 učil ve farní škole v městě Nowy Korczyn, kde byl jeho otec starostou. V letech 1428 až 1431 studoval na Jagellonské univerzitě v Krakově. Roku 1434 byl svým strýcem, Bartolomějem Długoszem, prvním kłobuckým farářem, dosazen za jeho nástupce na farním kostele sv. Martina v Kłobucku. Tuto funkci zastával až do roku 1452 a v této době se také zasloužil v Kłobucku o založení kapitulního kláštera. Mezitím byl povolán jako člen kapituly k biskupovi Zbigniewu Oleśnickému do Krakova, aby zde zastával až do roku 1455 funkci jeho tajemníka. Roku 1437 se stal krakovským kanovníkem.[zdroj?]
Během vlády krále Kazimíra IV. byl pověřován diplomatickými úkoly. Králem Kazimírem IV. Jagellonským byl například vyslán na diplomatické mise k císařskému a papežskému soudu a zapojil se také do vyjednávání mezi polským králem a Řádem německých rytířů během třináctileté války a následně i do mírových jednání po jejím skončení. Podílel se tak význačnou měrou na dojednání tzv. druhého Toruňského míru.[zdroj?]
Roku 1450 byl vyslán královnou Sofií Holštýnskou a králem Kazimírem k vedení mírových rozhovorů mezi Jánosem Hunyadym a českým šlechticem Janem Jiskrou z Brandýsa. Po šesti dnech jednání se mu podařilo oba přimět k podepsání příměří.[zdroj?]
V roce 1455 zažil v Krakově obrovský požár, který zničil hrad a většinu města. Jeho dům však zůstal ušetřen.[zdroj?]
V roce 1461 byl členem polské delegace, která se v Bytomi setkala s posly Jiřího z Poděbrad. Po šesti dnech rozhovorů pak byla uzavřena mezi skupinami aliance. Roku 1466 byl vyslán k papežskému nunciovi do Vratislavi, aby se pokusil získat záruky, že nunciův názor při jednáních o míru mezi Polskem a Řádem německých rytířů nebude zkreslen ve prospěch teutonského řádu. Při jednáních byl úspěšný a rok nato byl pověřen výchovou královských synů.[zdroj?]

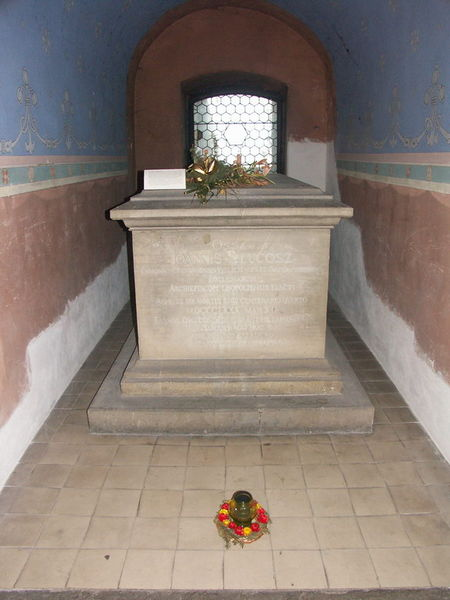
Sarkofág Jana Długosze v Krakově

Odmítl nabídku na obsazení arcibiskupství v Praze, ale krátce před svou smrtí byl zvolen arcibiskupem ve Lvově. Je pochován v kryptě Kostela sv. Archanděla Michaela a sv. Stanislava na Skałce v Krakově.[zdroj?]
Byl účasten 22. srpna na korunovaci Vladislava II. Jagelonského ve svatovítské katedrále v Praze.

## Dílo

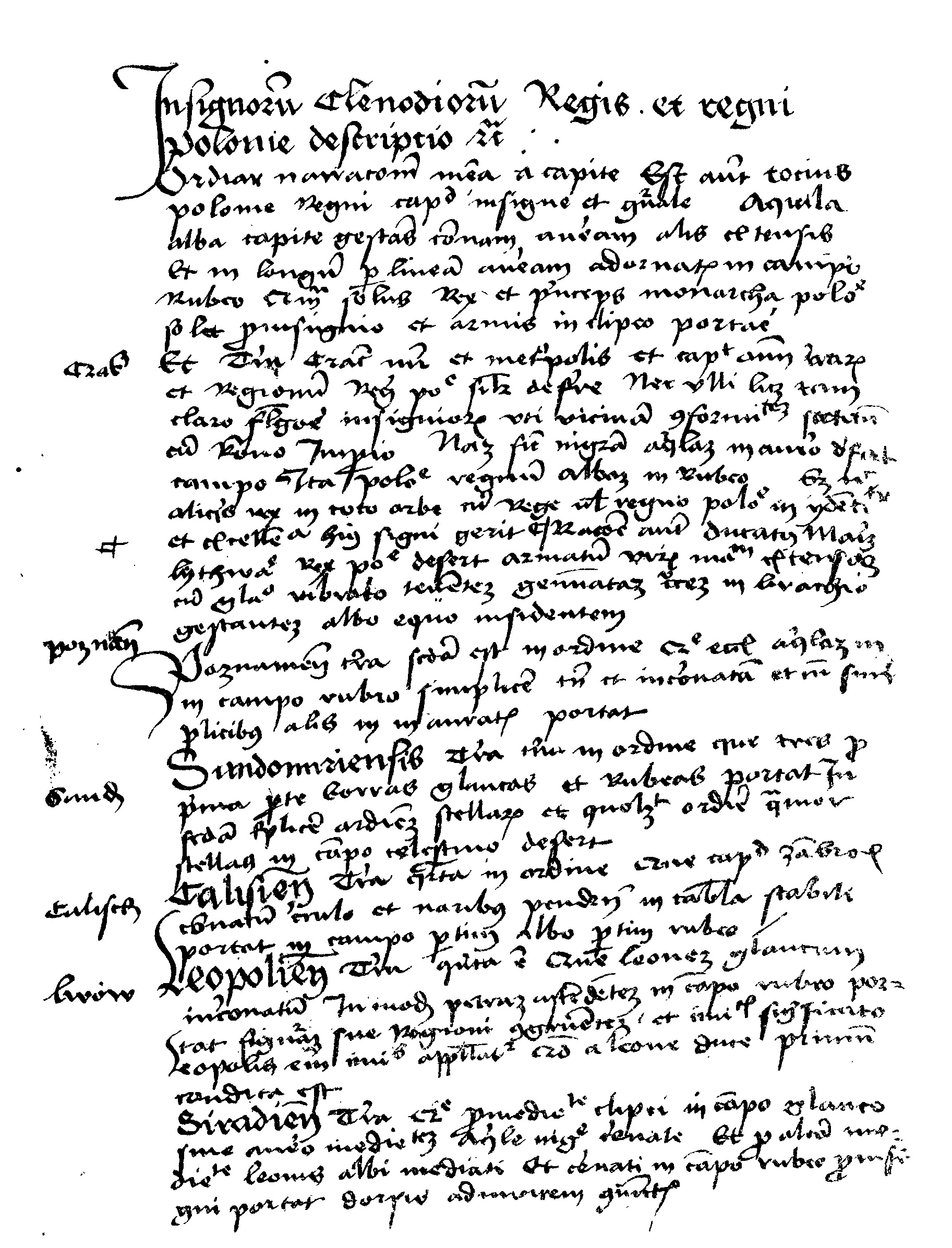
Latinsky psaný rukopis Insignia seu clenodia Regis et Regni Poloniae

Długosz je autorem latinsky psané dvanáctidílné kroniky Annales seu Cronicae incliti Regni Poloniae, která vznikla v rozmezí let 1455 až 1480.
Jeho „Banderia Prutenorum“ tvoří hlavní dobový pramen k událostem týkajícím se bitvy u Grunwaldu.
- Annales seu cronicae incliti Regni Poloniae („Letopisy nebo kroniky proslulého Polského království“); (Roczniki, czyli kroniki slawnego Krolestwa Polskiego) – polský překlad kroniky, která původně obsahovala 12 knih zabývajících se historií Polska od legendárních dob až po rok 1480. Dvousvazkový výtisk této kroniky byl vydán v letech 1701 až 1703. V současnosti (1961–2006) dochází k jejich dalšímu vydání.
- Liber beneficiorum dioecesis Cracoviensis (1470–1480) opis beneficií katolické církve v Malopolsku – soupis hodnoty majetků a příjmů z jednotlivých farních okrsků, který dovoloval vedení daní přes krakovského biskupa.
- Banderia Prutenorum (1448) s iluminacemi Stanislawa Durinka – popis křižáckých praporů dobytých v bitvě u Grunwaldu.
- Insignia seu clenodia incliti Regni Poloniae (po roce 1462) – popisy a zobrazení polských erbů.
- Vitae episcoporum Poloniae – soupis polských biskupů: krakovských, płockých, włocłavských, vratislavských, poznaňských a arcibiskupů hnězdenských
- Articuli de incorporatione Masoviae (1462) – traktát zdůvodňující práva krále Kazimíra Jagellonského na přičlenění Mazovska.